# Miłość do kwadratu
Miłość do kwadratu – polska komedia romantyczna z 2021 roku w reżyserii Filipa Zylbera. Premiera miała miejsce 11 lutego 2021 na platformie streamingowej Netflix. W rolach głównych wystąpili: Adrianna Chlebicka, Mateusz Banasiuk, Krzysztof Czeczot, Anna Smołowik, Mirosław Baka, Tomasz Karolak, Wojciech Kalarus oraz Agnieszka Żulewska i Jarosław Boberek.

## Zarys fabuły
Komedia romantyczna o nauczycielce Monice prowadzącej podwójne życie. Pewnego dnia podczas sesji zdjęciowej poznaje popularnego flirciarza o imieniu Enzo, który został zmuszony do udziału w reklamie przez swoją szefową i kochankę. Wkrótce pomiędzy Moniką a Enzo coś zaczyna iskrzyć.

## Obsada
| Postać                      | Aktor                  |
| --------------------------- | ---------------------- |
| Monika Grabarczyk / Klaudia | Adrianna Chlebicka     |
| Stefan Tkaczyk "Enzo"       | Mateusz Banasiuk       |
| Ojciec Moniki               | Mirosław Baka          |
| Szef koncernu               | Wojciech Kalarus       |
| Jacek Szczepański           | Krzysztof Czeczot      |
| Ilona Szczepańska           | Anna Smołowik          |
| Dyrektor szkoły             | Tomasz Karolak         |
| Alicja                      | Agnieszka Żulewska     |
| Szymon                      | Bartłomiej Kotschedoff |
| Andrzej Tkaczyk             | Jacek Knap             |
| Ania Tkaczyk                | Helena Mazur           |
| Wiesiek                     | Sebastian Stankiewicz  |
| Reżyser                     | Jarosław Boberek       |